# Suchozemské šelmy
Suchozemské šelmy (Fissipedia) je zastaralé a dnes již nepoužívané označení šelem, které nemají zakrnělé nohy a žijí pozemním způsobem života, tj. většiny šelem. Bylo to bráno jako opoziční skupina proti vodním šelmám – ploutvonožcům (Pinnipedia). Ploutvonožci ale na rozdíl od „suchozemských šelem“ tvoří monofyletickou skupinu příbuznou skupině Musteloidea (lasicovití, medvídkovití a příbuzné čeledi).
Mezi „suchozemské šelmy“ patří všichni zástupci suchozemských čeledí, tedy i vodní vydry.